# Церква Святого Архистратига Михаїла (Запитів)
Церква Святого Архистратига Михаїла в Запитові — храм УГКЦ у смт Запитові Новояричівської громади Львівського району Львівської области України.

## Історія
Храм вперше письмово згадується в 1478 році. У 1735 році за о. Івана Левицького було підтверджено церковні привілеї від польського королевича Якова Людвіка Собеського.
Мурований храм збудований 1936 року за проєктом Лева Левинського, яка замінила стару дерев'яну церкву, збудовану 1785 року.
Після отця Левицького парохами в Запитові були о. Кацюба, о. Жулчевський, о. Лютичевський, о. Григорій Жулчевський, о. Василь Заревич, о. Михайло Бачинський, о. Лев Курманович.
У 1936 р. розпочалося будівництво нової церкви, яку посвятили 1941 року.
Довершує церковний інтер'єр ансамбль з 33 вітражних композицій (серед них вирізняються вітражі з образами Святого Миколая, архангела Михаїла і Йосафата Кунцевича).
У святині зберігаються Розп'яття (майстерно виконане в кращих традиціях школи Пінзеля), антимінс митрополита Антонія Ангеловича, старовинне євангеліє і трифологіон 18 ст. Серед збереженого церковного архіву виділяється «Пом'яник Церкви», в якому зазначено, що «на будову Церкви в Запитові зложили многі ревні парохіяни добровільні і великі жертви — понад 15 тисяч золот. в тім набожнім наміреню, щоби їх імена були вписані в пом’яник Церкви св. Михаїла в Запитові, а за їх душі відправлялися по вічні часи служби Божі». Це звернення митрополит Андрея Шептицького погодив, написавши далі: «Потвержується і поручається Церковному Братству в Запитові, щоби дбало о відправу…за упокій душ криторів і благодітелів храма св. Михаїла в Запитові»… Львів, дня 28 січня 1938. Андрей.
З 1946 р. парафія, як і інші парафії УГКЦ була насильно переведена до РПЦ. Враховуючи географічне положення розташування села на трасі Львів-Київ, тодішні священики не могли продовжувати служіння в нашому обряді УГКЦ. Хоч явного підпілля не було, але парафіяни залишалися вірними нашій Церкві і прадідівській вірі. Багато людей слухали трансляції богослужінь з Ватикану, молилися по домах, їздили до Львова до підпільних священиків.
Восени 1953 р. місцевим священиком був призначений отець Йосиф Будзан, який розробив проекти іконостаса та кивота (майстри Мужик та Столяр). Ікони малював львівський художник К. Звіринський.
У 1970-х роках влада різними методами утруднювала проведення профілактичних ремонтів церкви. Навіть для пофарбування даху треба було отримати дозвіл з району. Багато разів о. Будзана та церковного касира Семена Малиновського викликали за різні дрібниці в районний центр і “тріпали нерви”. У 1978-1979 роках церква була розмальована всередині художником М. Кухарським.
У чотириярусному іконостасі розміщені ікони авторства Карла Звіринського (дерев'яна основа іконостаса створена майстрами Мужик та Столяр).
У жовтні 1980 р., після смерті о. Йосифа Будзана призначено отця Романа Отчича, він 1990 р. перевів всю громаду до УГКЦ.
У 2000 р., на парафію був наставлений блаженнішим Любомиром отець Василь Бесага.
З нагоди 2000-ліття від Різдва Христового в центрі селища збудовано капличку, плебанію, катехитичний центр з дзвіницею, відреставровано кивот.
У 2005 році на парафії утворено благодійний фонд “Карітас”, який успішно працює не тільки для потреб парафії, а й навколишніх сіл та міст, піклується про інвалідів, немічних і опущених людей, під опікою фонду частково знаходиться будинок перестарілих та інвалідів в смт Новий Яричів. Встановлено символічну могилу і хрест загиблим в усі часи запитівцям.
21 листопада 2014 у селищі Запитів освячено новозбудовану катехитичну школу, яка отримала назву на честь будівничого храму Архистратига Михаїла та довголітнього пароха Запитова о. Лева Курмановича (1895 – 1943 рр.). Очолив урочисте богослужіння Преосвященний владика Михаїл Колтун у співслужінні єпархіального духовенства.
В храмі містяться мощі св. Антонія Падевського
В катехитичному центрі проводиться катехизація для перед подружніх пар Новояричівського деканату з розкладом відповідального священика. Щоденно проводиться молитва членів Апостольства молитви о 20.00. також часто проводиться читання Святого Письма. В 2016 започаткований молодіжний хор, який двічі на тиждень проводить репетиції. Утворена молодіжна спільнота «Жива віра». В часі літніх канікул проводяться табори та Веселі Канікули з Богом. На території парафії є Хресна Дорога яка освячена у 2014 році, де проводиться молитва кожної неділі Великого Посту, і один раз в місяць

## Парохи
- о. Іван Левицький (від 1705)
- о. Лев Курманович
- о. Василь Заревич (1832—1855)
- о. Григорій Білевич (1855—1856)
- о. Михайло Бачинський (1856—1895)
- о. Лев Курманович (1895—1943)
- о. Йосиф Куницький (1935—1943, сотрудник; 1943—1944, адміністратор)
- о. Йосиф Будзан (1953)
- о. Василь Бесага — нині.